# Алпско скијање на Зимским олимпијским играма 2018.
Такмичења у алпском скијању на Зимским олимпијским играма 2018 на програму је од 12. до 24. фебруара. Такмичење се одвија у Јонхпхон алпском центру у слалом и велеслалому у оквиру Спортског комплекса Алпензија, а брзинске дисциплине одржавају у Чунбон алпском центру.
Екипно такмичење уврштено је у програм игара 2015. тако да програм у алпском скијању први пут има једанаест дисциплина.

## Распоред такмичења
Распоред такмичења у свих једанаест дисциплина.
| Датум       | Време                   | Дисциплина                    |
| ----------- | ----------------------- | ----------------------------- |
| 11. фебруар | 11:00-13:10             | Спуст за мушкарце             |
| 12. фебруар | 10:15-12:15 13:45-15:25 | Велеслалом за жене            |
| 13. фебруар | 11:30-13:00 15:00-16:10 | Супер комбинација за мушкарце |
| 14. фебруар | 10:15-11:30 13:45-14:55 | Слалом за жене                |
| 15. фебруар | 11:00-13:10             | Супервелеслалом за мушкарце   |
| 17. фебруар | 11:00-13:10             | Супервелеслалом за жене       |
| 18. фебруар | 10:15-12:15 13:45-15:25 | Велеслалом за мушкарце        |
| 21. фебруар | 11:00-13:10             | Спуст за жене                 |
| 21. фебруар | 10:15-11:30 13:45-15:25 | Слалом за мушкарце            |
| 23. фебруар | 11:00-12:30 14:30-15:40 | Супер комбинација за мушкарце |
| 24. фебруар | 11:00-13:00             | Екипно такмичење              |

Напомена: комплетна сатница је по локалном времену (УТЦ+9)

## Освајачи медаља

### Мушкарци
| Дисциплине       |                               | Резултат |                                | Резултат |                               | Резултат |
| Спуст            | Аксел Лунд Свиндал · Норвешка | 1:40,25  | Ћетил Јансруд · Норвешка       | 1:40,37  | Беат Фојц · Швајцарска        | 1:40,43  |
| Супервелеслалом  | Матијас Мајер · Аустрија      | 1:24.44  | Беат Фојц · Швајцарска         | 1:24.57  | Ћетил Јансруд · Норвешка      | 1:24.62  |
| Велеслалом       | Марсел Хиршер · Аустрија      | 2:18.04  | Хенрик Кристоферсен · Норвешка | 2:19.31  | Алекси Пентиро · Француска    | 2:19.35  |
| Слалом           | Андре Мирер · Шведска         | 1:38.99  | Рамон Ценхојзерн · Швајцарска  | 1:39.33  | Михаел Мат · Аустрија         | 1:39.66  |
| Суперкомбинација | Марсел Хиршер · Аустрија      | 2:06,52  | Алекси Пентиро · Француска     | 2:06,75  | Виктор Мифа-Жанде · Француска | 2:07,54  |

### Жене
| Дисциплине       |                           | Резултат |                              | Резултат |                              | Резултат |
| Спуст            | Софија Гођа · Италија     | 1:39.22  | Рагнхилд Мовинкел · Норвешка | 1:39.31  | Линдзи Вон · САД             | 1:39.69  |
| Супервелеслалом  | Естер Ледецка · Чешка     | 1:21.11  | Ана Фајт · Аустрија          | 1:21.12  | Тина Вајратер · Лихтенштајн  | 1:21.22  |
| Велеслалом       | Микејла Шифрин · САД      | 2:20,02  | Рагнхилд Мовинкел · Норвешка | 2:20,41  | Федерика Брињоне · Италија   | 2:20,48  |
| Слалом           | Фрида Хансдотер · Шведска | 1:38.63  | Венди Холденер · Швајцарска  | 1:38.68  | Катарина Галхубер · Аустрија | 1:38.95  |
| Суперкомбинација | Мишелн Гизин · Швајцарска | 2:20.90  | Микејла Шифрин · САД         | 2:21.87  | Венди Холденер · Швајцарска  | 2:22.34  |

### Екипно
| Дисциплине              |                                                                                             | | |
| Екипно такмичење детаљи | Швајцарска · Дениз Фајерабенд · Рамон Ценхојзерн · Венди Холденер · Даниел Јуле · Лука Ерни | Аустрија · Катарина Линсбергер · Михаел Мат · Катарина Галхубер · Марко Шварц · Штефани Брунер · Мануел Фелер | Норвешка · Себастијан Фос Солевог · Нина Хавер-Лесет · Кристин Лисдал · Лејф Кристиан Хеуген · Марен Скјелд · Џонатан Нордботен |

## Биланс медаља
| Ранг | Земља                     | Злато | Сребро | Бронза | Укупно |
| ---- | ------------------------- | ----- | ------ | ------ | ------ |
| 1.   | Аустрија                  | 3     | 2      | 2      | 7      |
| 2.   | Швајцарска                | 2     | 3      | 2      | 7      |
| 3.   | Шведска                   | 2     | 0      | 0      | 2      |
| 4.   | Норвешка                  | 1     | 4      | 2      | 7      |
| 5.   | Сједињене Америчке Државе | 1     | 1      | 1      | 3      |
| 6.   | Италија                   | 1     | 0      | 1      | 2      |
| 7.   | Чешка                     | 1     | 0      | 0      | 1      |
| 8.   | Француска                 | 0     | 1      | 2      | 3      |
| 9.   | Лихтенштајн               | 0     | 0      | 1      | 1      |
|      | Укупно                    | 11    | 11     | 11     | 33     |